# Danmark (Schiff, 1934)
Die Danmark ist ein 1933 gebautes Segelschulschiff der dänischen Handelsflotte.

## Geschichte
Nach dem Verkauf der Viking und dem Verlust des Fünfmasters København im Jahr 1928 gab die dänische Regierung den Bau eines neuen Segelschulschiffs in Auftrag. Es wurde am 19. November 1933 bei der Nakskov Skibsværft in Nakskov vom Stapel gelassen und im Folgejahr in Dienst gestellt. Anfangs segelte es mit einer Stammbesatzung plus 120 Offizieranwärtern der Handelsflotte.
Zu Beginn des Zweiten Weltkriegs befand sich das Schiff auf einer Reise zur Weltausstellung in New York. Dort erhielt der Kommandant Weisung, in den Vereinigten Staaten zu bleiben. Das Schiff verblieb bis zum Kriegseintritt der USA als Auflieger in Jacksonville. Ab 1941 wurde es mit Billigung der dänischen Regierung als Ausbildungsschiff der United States Coast Guard genutzt. In der Zeit vom Januar 1942 bis September 1945 wurden so rund 5000 Anwärter der US-amerikanischen Küstenwache ausgebildet.
Nach Kriegsende kehrte das Schiff am 13. November 1945 in sein Heimatland zurück und nahm ab 1946 seinen Schulbetrieb wieder auf. Nach einer Modernisierung im Jahr 1959 wurde die Anzahl der auszubildenden Jungen an Bord auf 80 reduziert. Im April 2003 wurde der Betrieb des Schiffes an die Seefahrtschule in Frederikshavn (MARTEC) übertragen, für die das Schiff heute regelmäßige Fahrten unternimmt.

## Bildergalerie

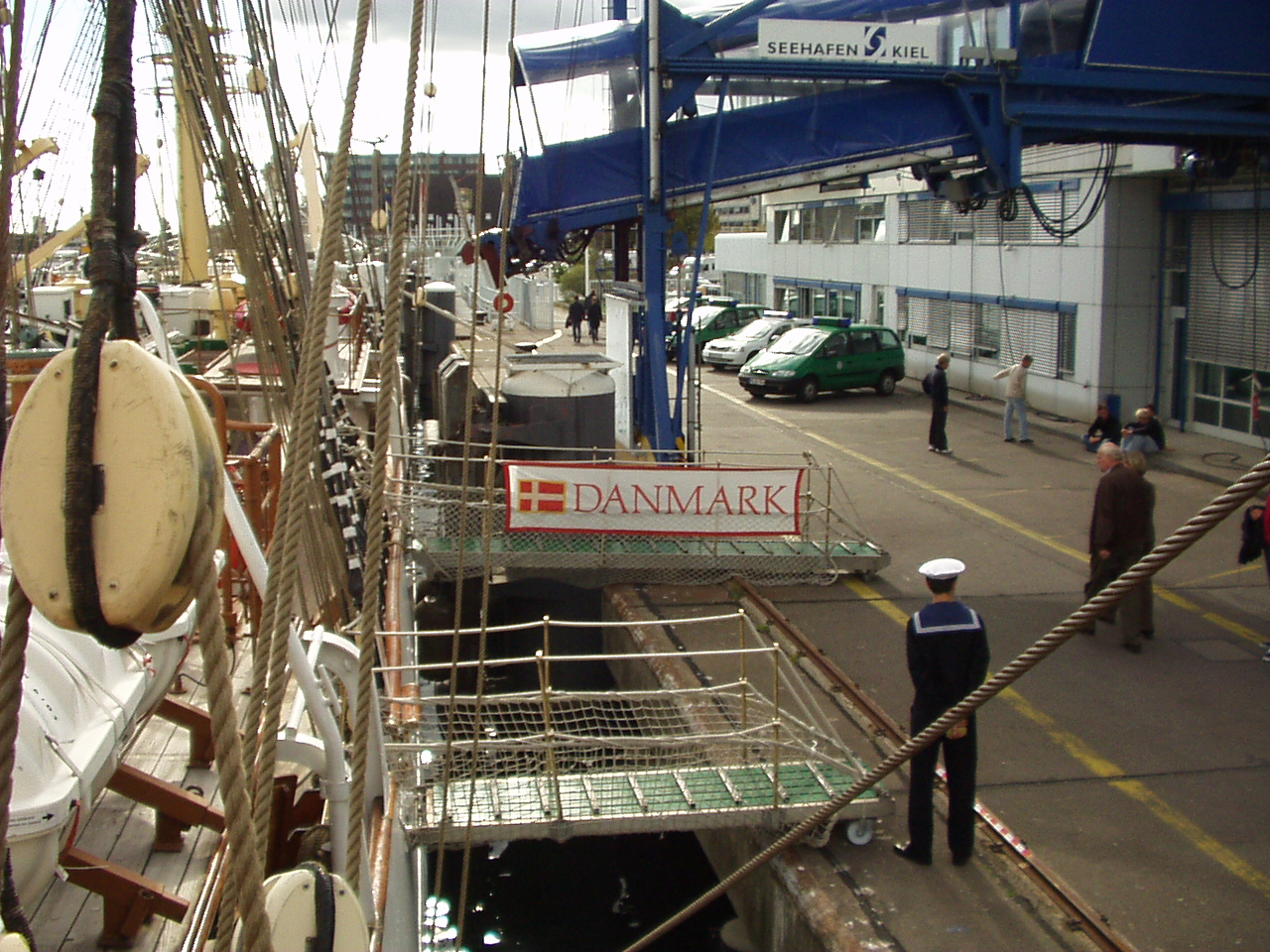
Welcome on board
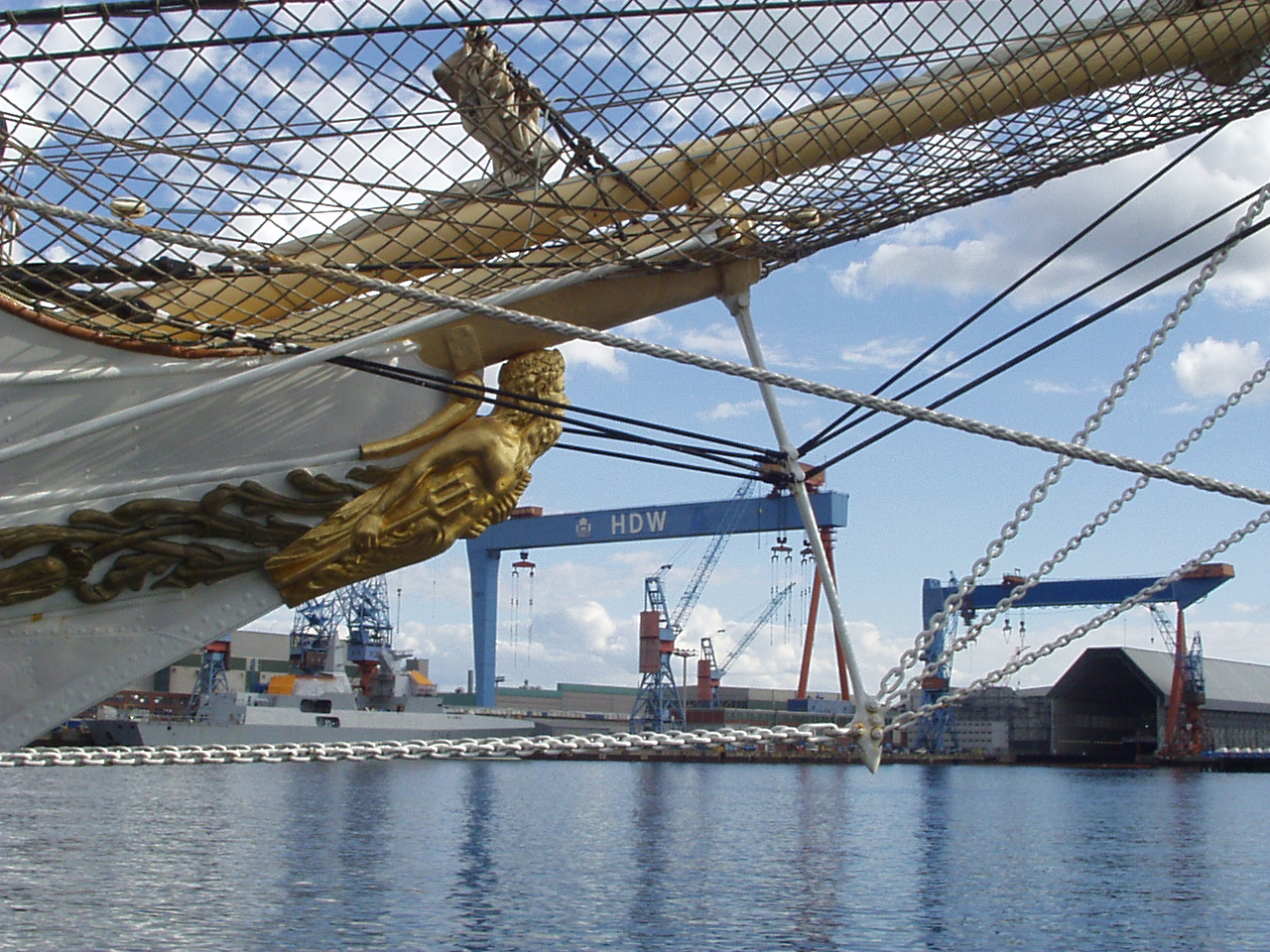
Galionsfigur der Danmark
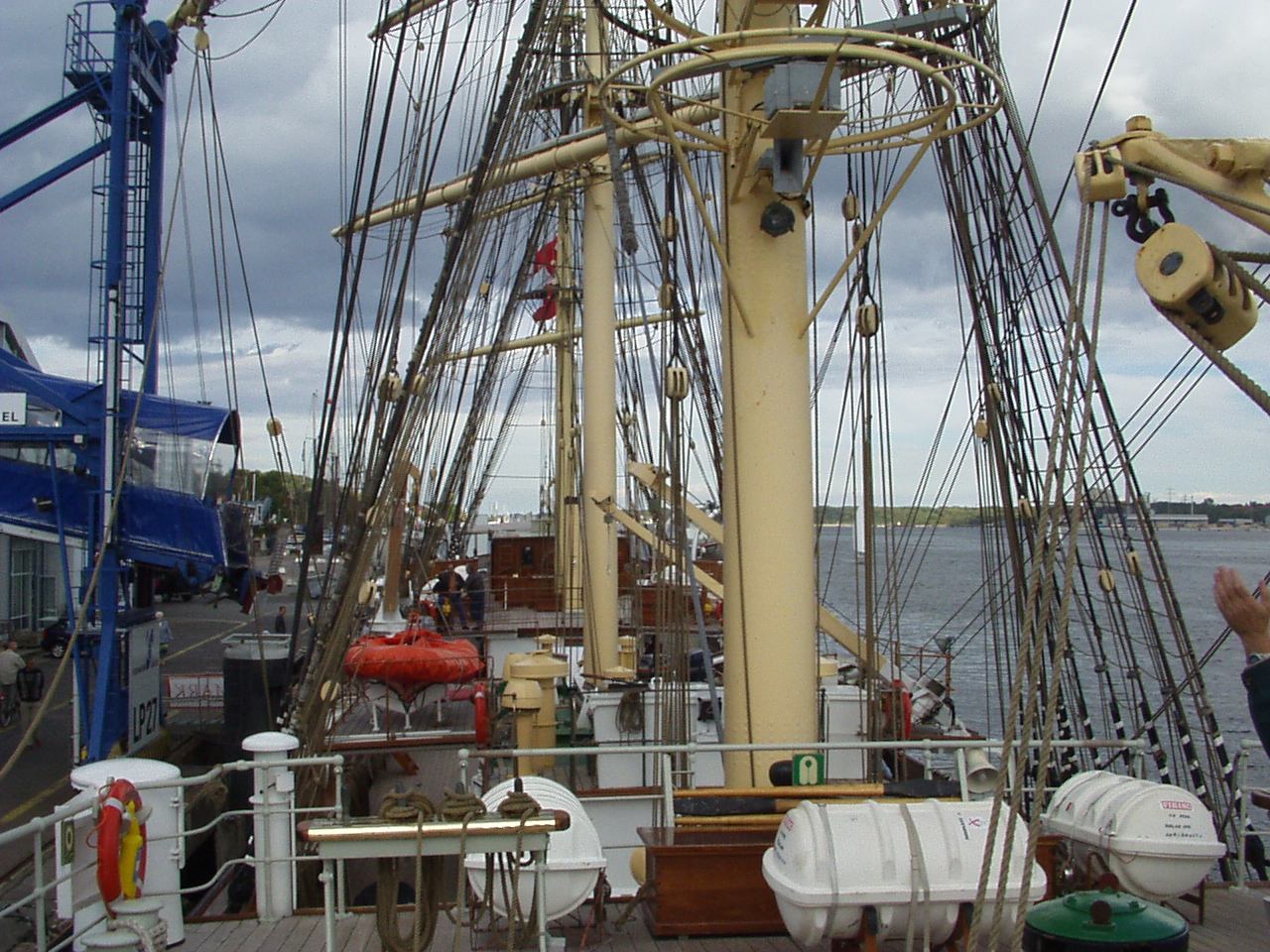
Blick Richtung Bug
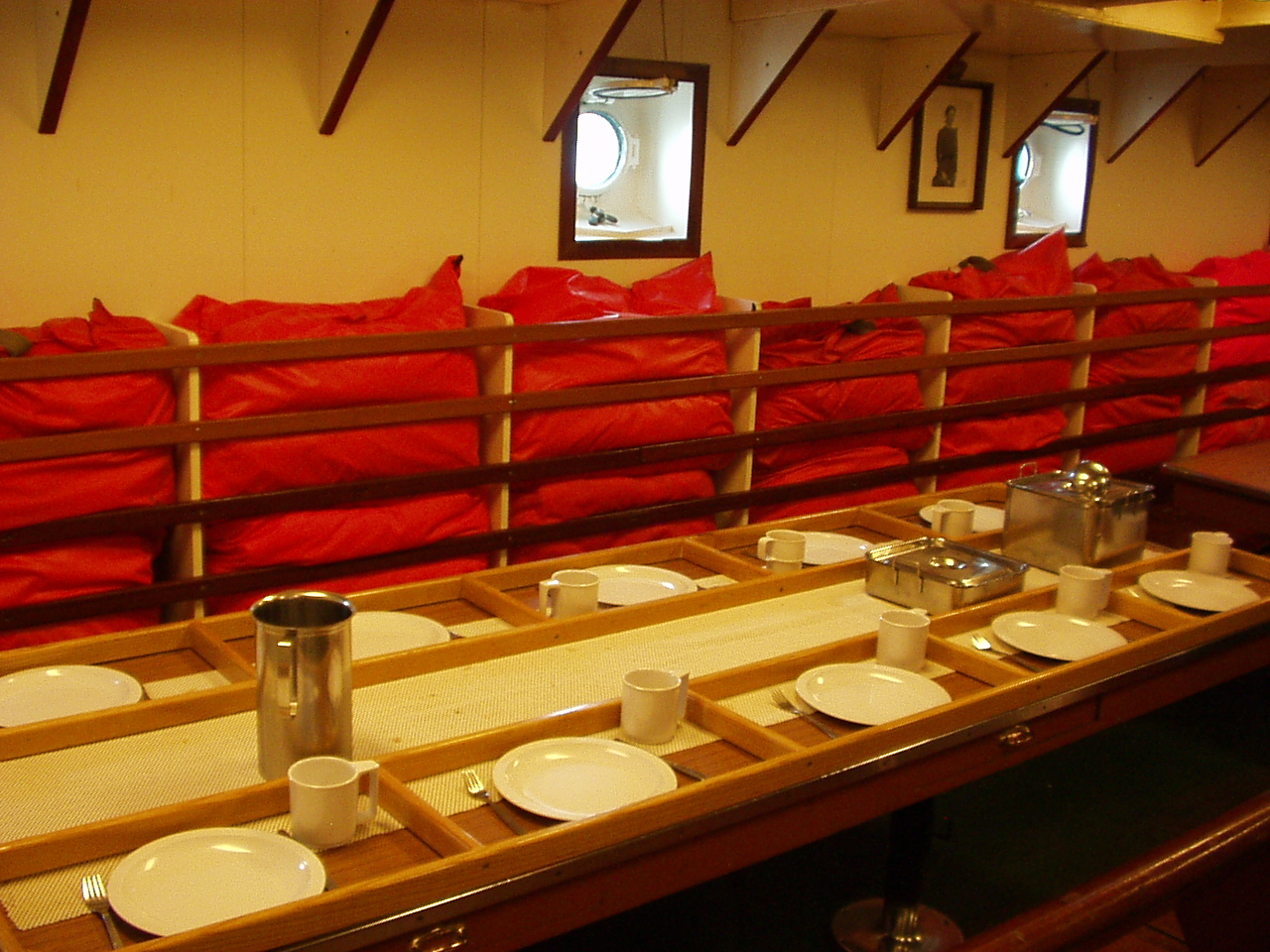
Blick in den Mannschaftsraum
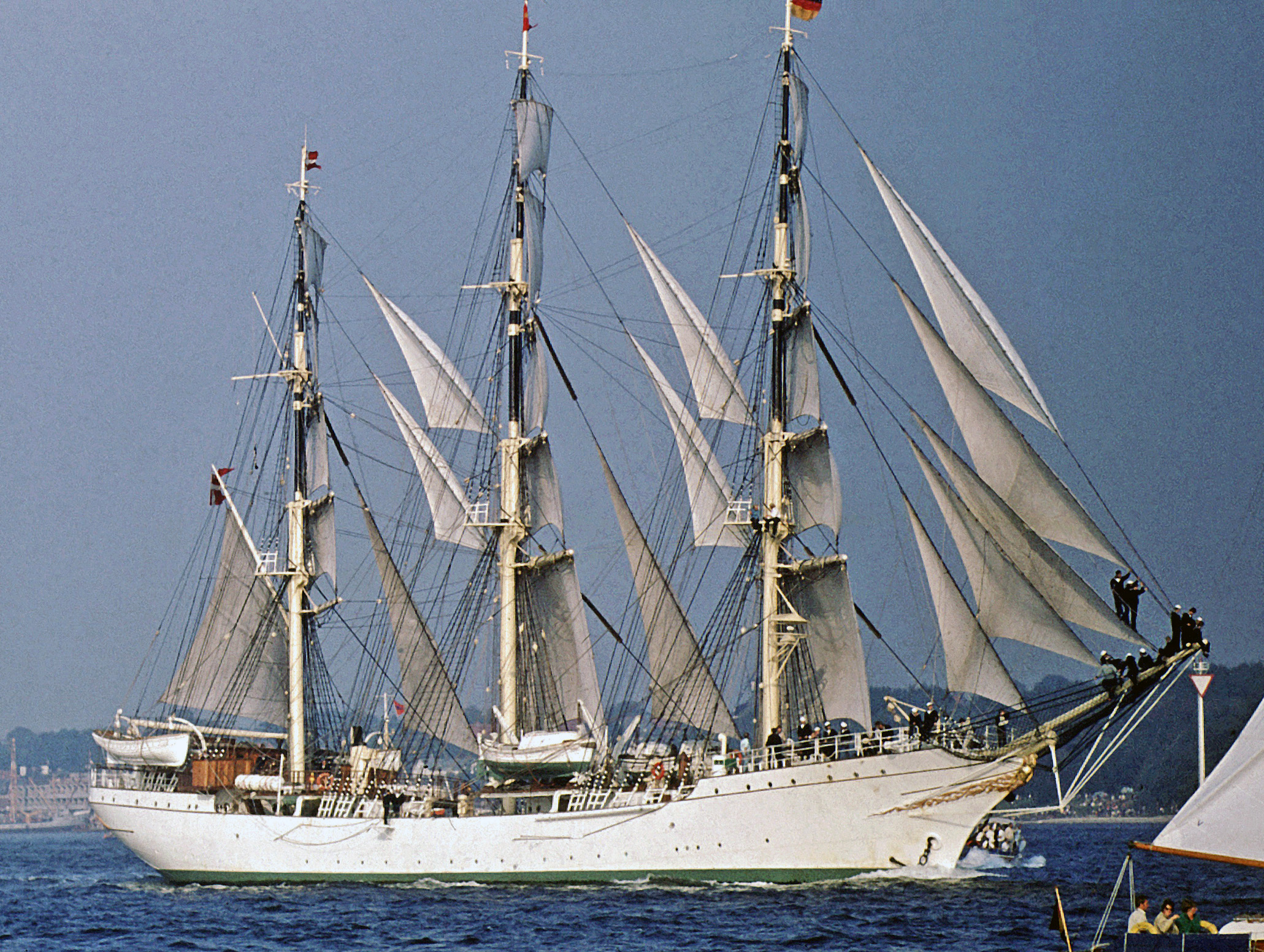
Danmark unter vollen Segeln 1972 in Kiel